# AMOS-2
AMOS-2 auf 4° West war ein Fernsehsatellit der  Space-Communication Ltd (Spacecom) mit Sitz in Israel.
Er wurde im Dezember 2003 an Bord einer Sojus-FG-Fregat-Rakete vom Weltraumbahnhof Baikonur gestartet. Nach mehr als 13 Jahren betrieb wurde er am 2. April 2017 deaktiviert und in einem Friedhofsorbit verschoben.

## Empfang
Der Satellit konnte in Europa und im Nahen Osten empfangen werden. Die Übertragung erfolgte im Ku-Band.